# Sondra
Sondra Wanless, 1988 è un genere di ragni appartenente alla famiglia Salticidae.

## Distribuzione
Le 15 specie note di questo genere sono diffuse tutte in Australia: in particolare, ben nove sono endemiche del Queensland e tre del Nuovo Galles del Sud; la S. samambrayi è stata reperita in Australia meridionale e la S. tristicula in Australia occidentale.

## Tassonomia
A maggio 2010, si compone di 15 specie:
- Sondra aurea (L. Koch, 1880) — Nuovo Galles del Sud
- Sondra bickeli Zabka, 2002 — Nuovo Galles del Sud
- Sondra bifurcata Wanless, 1988 — Queensland
- Sondra brindlei Zabka, 2002 — Nuovo Galles del Sud
- Sondra bulburin Wanless, 1988 — Queensland
- Sondra convoluta Wanless, 1988 — Queensland
- Sondra damocles Wanless, 1988 — Queensland
- Sondra excepta Wanless, 1988 — Queensland
- Sondra finlayensis Wanless, 1988 — Queensland
- Sondra littoralis Wanless, 1988 — Queensland
- Sondra nepenthicola Wanless, 1988[2] — Queensland, Nuovo Galles del Sud
- Sondra raveni Wanless, 1988 — Queensland
- Sondra samambrayi Zabka, 2002 — Australia meridionale
- Sondra tristicula (Simon, 1909) — Australia occidentale
- Sondra variabilis Wanless, 1988 — Queensland